# Скандал (сезон 7)
Производство седьмого заключительного сезона американского телевизионного сериала «Скандал» было начато 10 февраля 2017 телеканалом ABC. Позже было объявлено, что это последний сезон.  Трансляция была начата 5 октября 2017 и состояла из 18 эпизодов, которые довели общее количество серий телесериала до 124. Актер Джордж Ньюберн, игравший в предыдущих сезонах бывшего агента по кличке Чарли был повышен до основного состава. Производством занимались студии «ABC Studios» и «ShondaLand Production Company» под руководством Шонды Раймс.
Сюжет сериала построен вокруг деятельности Оливии Поуп на посту главы аппарата Белого дома и командира B613 при президенте Мелли Грант, а также Куинн Перкинс - главы антикризисного агентства «Куинн Перкинс и партнеры», ее команды, сотрудников Белого дома и Вашингтоне и их усилий по улаживанию политических скандалов.

## Актеры и персонажи
| - Керри Вашингтон — глава аппарата Белого дома Оливия Поуп - Скотт Фоли — Джейкоб «Джейк» Баллард - Дэрби Стэнчфилд — Эбигейл «Эбби» Уилан - Кэти Лоус — Куинн Перкинс - Гильермо Диас — Диего «Гек» Муньос - Джефф Перри — вице-президент Сайрус Бин - Джошуа Малина — Дэвид Роузен - Беллами Янг — президент США Мелоди «Мелли» Грант - Джо Мортон — Илайа «Илай/Роуэн» Поуп - Джордж Ньюберн — Чарли - Корнелиус Смит-младший — Маркус Уолкер - Тони Голдуин — президент США Фицджеральд «Фиц» Томас Грант III | - Джей Эрнандес — Кёртис Прайс - Фаран Таир — президент Рашад - Шон Тоуб — посол Мараши - Дин Джозеф Норрис — Фентон Глаклэнд - Уитни Хайс — Ханна - Майкл О’Нил — Лонни Менкен - Виола Дэвис — Аннализ Китинг | - Кейт Бертон — Салли Лэнгстон - Бесс Армстронг — Сенатор Дайан Гринвальд - Каролин Дэй — Люси Риччио - Медальон Рахими — Ясмин - Аджа Наоми Кинг — Микаэлла Пратт - Том Ирвин — Джастис Спивей - Ханди Александер — Майя Льюис - Джессалин Гилсиг — Ванесса Баллард - Грегг Генри — Холис Дойл - Том Амандес — Сэмюэль Рестон - Брайан Лэтчер — Том |

## Сюжет
Оливия прочно заняла свое место во власти и жестко контролирует всех, кто может угрожать ее влиянию. Она ставит Джейка Балларда на место и разрывает с ним любовную связь. Она следит за Илаем Поупом, контролирует действия президента Мелли Грант и вице президента Сайруса Бина. Главный метод Оливии – шантаж и угрозы. Для того, чтобы вернуть на родину пойманного на Ближнем Востоке американского шпиона, она угрожает жизни ребенка посла Башрана в США.  В попытке добиться от этой страны подписания договора о ядерном разоружении Поуп шантажирует даже президента Башрана – Фарида Рашада.
Оливия заводит интрижку с известным журналистом Кёртисом Прайсом. Фиц после завершения президентсткого срока перебирается в Вермонт, где пытается вести самостоятельную жизнь обычного американца без помощников и прислуги. Куинн и Чарли ждут ребенка и готовятся к свадьбе. У Сайруса Бина появляется поклонник – эксцентричный миллиардер Фентон Глэкланд. Мелли страдает от одиночества в Белом доме и испытывает взаимную симпатию к Фариду Рашаду. Отчасти благодаря этому ей удается достичь большого международного успеха, организовав мирные переговоры между двумя лидерами ближневосточных государств – президентом Башрана Рашадом и премьер-министром Дакала Назари.
Роуэн приезжает к Фицу в Вермонт, чтобы поделиться подозрениями по поводу собственной дочери и рассказать Гранту о том, как Оливия подмяла под себя Белый дом и секретную организацию В613. Послушав Илая Фиц едет в Вашингтон. Официальная версия – продвижение и поддержка проекта по поиску 200 пропавших чернокожих американок, а настоящая цель – уберечь Оливию от разрушающего воздействия вседозволенности и власти. Оливия узнает, что за благими намерениями Гранта стоит Роуэн. Она пытается выдворить Фица обратно в Вермонт, а тот идет наперекор и раскрывает Мелли секреты Оливии – убийство Луны Варгас и возобновление работы В613. Мелли приходит в ярость, Оливия постепенно теряет доверие действующего президента.
Мелли отчаянно хочет вернуть власть президенту Башрана Рашаду, свергнутому в своей стране в результате военного переворота, пока он пребывал на саммите по разоружению в США. Она даже обращается к нации, призывая американцев поддержать военное вторжение в Башран, но Конгресс США не поддерживает эту идею. Отказывает Мелли в поддержке и вице-президент Сайрус Бин. Несмотря на уговоры Мелли Фарид Рашад намерен вернуться на родину, однако его самолет взрывается прямо на взлетной полосе. 
Куинн понимает, что этот взрыв был подстроен Оливией – она позволила боевикам нового правительства Башрана расправиться с политическим оппонентом, чтобы в обмен на признание легитимности от США представители новой власти подписать соглашение о ядерном разоружении, тем самым закрепив международный политический успех Мелли. Та пребывает в ярости из-за смерти любимого мужчины, но использует свой политический шанс.
Куинн и Чарли готовятся к свадьбе. Однако она оказывается сорвана – невеста не явилась на церемонию. Позже выясняется, что ее похитили. Команда Куинн выясняет, что та собирала улики по взрыву самолета с президентом Башрана. Оливия паникует, ведь она оказывается под угрозой разоблачения собственными друзьями, и поручает Джейку Балларду найти Куинн раньше остальных. Оказывается, Куинн сообщила Кёртису Прайсу информацию о том, что взрыв был организован американцами. Поэтому Прайса убирают агенты В613. Чтобы отвести подозрения от В613 Джейк предлагает Оливии подставить Фентона Глэкланда. После этого Чарли пленит Глэкланда и пытает его. После новости о том, что похищение Куинн – дело рук Роуэна, Глэкланда освобождают, однако происшествие сильно подрывает доверие Фентона к Бину, ведь становится известно, что Чарли в прошлом нередко выполнял грязные поручения по приказу Сайруса. Глэкланд и Бин расстаются. 
Роуэн шантажирует Оливию, угрожая убить Куинн и требуя освобождения от слежки за ним агентов В613. Оливия остро чувствует свою вину за то, что произошло с Перкинс, однако должна смириться с перспективой убийства Куинн. Роуэн приводит свою угрозу в исполнение. Позже на стоянке обнаруживают обгоревшие останки женщины, которые по всем признакам принадлежат Куинн. Малозаметная деталь, найденная на теле, наталкивает Гека на мысль о том, что к смерти Перкинс приложила руку сама Оливия.
Друзья устраивают Куинн необычные похороны, а вскоре после этого Чарли находит свою невесту и новорожденную дочь живыми и невредимыми в доме Роуэна – оказывается, что тот только инсценировал смерть девушки. На самом деле он прячет ее от Оливии.
Оливия страдает от мысли о том, что стала причиной смерти подруги. Однако общаться с кем-либо из бывших друзей она не хочет. Только Фиц находит к ней подход, он уговаривает Оливию отправиться в Вермонт, где вся бывшая команда Оливии выдвигает ей обвинения в убийстве Куинн и пытается заставить Поуп уйти в отставку и оставить Белый дом, ведь она превратилась в монстра, убивающего даже близких людей ради власти. Ее запирают в доме Фица без связи. Баллард устал подчиняться Оливии и решает обыграть ее – убеждает Мелли назначить его главой Белого дома, сместив Поуп. Найдя способ вырваться из Вермонта Оливия обнаруживает, что ее лишили власти. Она начинает войну компроматов с Джейком Баллардом, а Сайрус использует это противостояние, чтобы сместить Мелли с поста и самому занять пост президента.
Роуэн удерживает Куинн и ее новорожденную дочь Робин в своем доме в качестве заложников, чтобы Перкинс не навредила репутации Оливии. Куинн сбегает от Илая и приходит к Оливии, чтобы под дулом пистолета потребовать от той признания во всех грехах, однако задуманное не удается – снайперы В613, защищая своего Командира, едва не убивают Перкинс. Оливия в последний момент помогает бывшей подруге сбежать из-под обстрела. Куинн перестает скрываться от друзей и возвращается в агентство.
Мелли дает Оливии понять, что та вышла из доверия, и лучше ей самой объявить о своей отставке перед прессой. Проходит несколько месяцев. Оливия преподает в университете и ни с кем из бывших коллег и друзей не общается – большинство просто ненавидят ее. На одной из лекций к ней обращается Аннализ Китинг – известный адвокат, обвиненная в убийстве собственного мужа. Аннализ предлагает Оливии поддержать коллективный иск осужденных без должного расследования цветных американцев. После некоторых сомнений Оливия соглашается, но дело постоянно буксует: Оливия и Аннализ слишком независимые и сильные женщины, чтобы играть не по своим правилам, а взаимное недоверие мешает процессу. Кроме того, Белый дом ведёт игру против Оливии, т.к. Мелли опасается, что новое дело Поуп –это ее попытка вернуться к власти. Джейк Баллард нанимает бывшую команду Оливии, чтобы выступить против нее, используя и обиду на то, как Лив поступила с ними. В процессе работы Куинн понимает, что сопротивление Белого дома связано не с самим делом анализ Китинг, а с Оливией – и это попытка расправиться с ней.
Сайрус Бин отправляется на саммит по кибер-преступлениям с Дэвидом Розеном. После взлета экипаж теряет управление над самолетом, т.к. то-то взломал бортовой компьютер и отключил всю связь. В воздухе самолет разворачивается и становится понятно, что вскоре он врежется в одно из Вашингтонских зданий. Сайрус произносит перед журналистским пулом на борту самолета проникновенную речь, которая чудесным образом попадает в новости, несмотря на то, что связь с самолётом якобы отсутствует. Чарли и Гек обнаруживают и уничтожают вирус, так что самолет благополучно возвращается домой. Поуп догадывается, что взлом бортового компьютера – дело рук Сайруса: таким образом он устраняет Джейка Балларда, становится национальным героем и готовится к тому, чтобы сместить Мелли с поста, обвинив ее в том, что это она отдала приказ об угоне самолета вице-президента. Оливия намерена выполнить обещание о поддержке Мелли во время ее президентства и обращается за помощью к бывшей команде, но бывшие друзья не спешат присоединяться к Лив. До тех пор, пока Чарли не берут под арест ФБР по сфабрикованному обвинению во взломе систем самолета вице-президента. Чтобы нейтрализовать агентство Куинн, Сайрус Бин угрожает жизни ее новорожденной дочери и Чарли. При помощи Фица Оливия добивается того, чтобы озвучить свои подозрения Мелли, а та поручает Джейку Балларду проверить Бина. Сайрусу удается переманить Джейка на свою сторону. Просчитав опасный расклад, Мелли приходит к Оливии и предлагает той вернуться на пост Командира В613, чтобы убить Сайруса. Лив соглашается и даже заманивает Сайруса в ловушку, но в последний момент передумывает и отпускает его. Джейк в попытке доказать, что он самостоятельная единица, а не мальчик на побегушках у власти предержащих угрожает Бину – тот должен сделать Балларда вице-президентом после того, как сам займет пост главы государства. Запущенный Сайрусом механизм для объявления импичмента президенту Мелли Грант уже вовсю раскручивается. Устраняя неожиданное препятствие на своем пути, Сайрус собственноручно отравил генерального прокурора США Дэвида Роузена.
Действующего президента и Оливию вызывают для дачи показаний в Конгресс. Чтобы спасти ситуацию Оливия рассказывает о сверхсекретной неправительственной организации В613, которая на протяжении 30 лет фактически управляла страной, используя убийства, шантаж, подкуп и другие запрещенные законом методы. Информация попадает в СМИ. Слова Оливии подтверждают ее бывшие друзья, выступившие свидетелями. Позже показания дает и Илай Поуп. Это становится финальной точкой в деле по угону самолета и импичменту президента Мелли Грант. Джейка Балларда арестовывают и сажают в тюрьму за преступления, совершенные им на посту Командира В613, Сайрус подает в отставку. Оливия уезжает из города, оставив игры с властью другим людям.

## Эпизоды
| № общий | № в сезоне | Название                                                             | Режиссёр           | Автор сценария                                | Дата премьеры   | Зрители в США (млн) |
| --- | ---------- | -------------------------------------------------------------------- | ------------------ | --------------------------------------------- | --------------- | ------------------- |
| 107 | 1          | «Watch Me» «Посмотри на меня»                                        | Янн Тернер         | Шонда Раймс                                   | 5 октября 2017  | 5,52                |
| После избрания Мелли президентом Оливия Поуп наслаждается всей полнотой власти, однако для того, чтобы избежать крупного международного инцидента, ей приходится поставить под угрозу жизнь невинного человека. Тем временем фирма «Куинн Перкинс и партнеры» изо всех сил пытается остаться на плаву и найти хотя бы одного клиента. |            |                                                                      |                    |                                               |                 |                     |
| 108 | 2          | «Pressing the Flesh» «Рукопожатие»                                   | Тони Голдуин       | Мэтт Бирн                                     | 12 октября 2017 | 5,00                |
| Президент Мелли Грант устраивает званый ужин для президента Рашада — главы ближневосточного государства Башран. Целью этой встречи являются переговоры о сворачивании ядерной программы Башрана. Оливия сомневается, что Мелли сможет расположить к себе Рашада одним своим очарованием, и тайно просит Джейка найти на него компромат. Тем временем, команда «Куинн Перкинс и партнеры» обманом проникает на президентский ужин, чтобы расширить свою клиентскую базу.                                                                              |            |                                                                      |                    |                                               |                 |                     |
| 109 | 3          | «Day 101» «День 101»                                                 | Скотт Фоли         | Захир Макги                                   | 19 октября 2017 | 4,70                |
| Фиц переезжает в Вермонт и впервые за много лет пытается жить жизнью обычного человека. В течение первых ста дней президентства Мелли он стремится избегать всякой публичности. Маркус присоединяется к бывшему президенту, чтобы начать работу над созданием Президентской библиотеки Фицджеральда Гранта III. |            |                                                                      |                    |                                               |                 |                     |
| 110 | 4          | «Lost Girls» «Потерянные девушки»                                    | Николь Рубио       | Амени Роша и Остин Гузман                     | 26 октября 2017 | 4,88                |
| Лив продолжает использовать свою власть и управлять государством, а команда «Куинн Перкинс и партнеры» совместно с Фицем и Маркусом берутся за дело пропавших по всей стране темнокожих девушек, которых не ищут ни полиция, ни СМИ. В Белом доме Мелли готовится к предстоящему саммиту о ядерном разоружении, на котором будут присутствовать президент Рашад и его заклятый враг премьер-министр Назари. |            |                                                                      |                    |                                               |                 |                     |
| 111 | 5          | «Adventures in Babysitting» «Приключения няни»                       | Оливер Бокельберг  | Севериано Каналес и Тиа Наполитано            | 2 ноября 2017   | 4,89                |
| Мелли узнает тёмные секреты Оливии, и их партнерство оказывается под угрозой. Тем временем, Сайрус пытается склонить членов Конгресса отдать свой голос за начало войны в Башране, а команда «Куинн Перкинс и партнеры» должна охранять племянницу президента Рашада. |            |                                                                      |                    |                                               |                 |                     |
| 112 | 6          | «Vampires and Bloodsuckers» «Вампиры и кровососы»                    | Янн Тернер         | Крис Ван Дьюсен и Тиа Наполитано              | 9 ноября 2017   | 5,00                |
| Команда «Куинн Перкинс и партнеры», Маркус и Оливия собираются вместе в долгожданный день свадьбы Чарли и Куинн, однако празднику не суждено состояться... Тем временем, в Белом доме Мелли, Сайрус и Джейк ищут выход из нового кризиса, произошедшего на Ближнем Востоке. |            |                                                                      |                    |                                               |                 |                     |
| 113 | 7          | «Something Borrowed» «Что-то взятое взаймы»                          | Шарат Раджу        | Марк Фиш                                      | 16 ноября 2017  | 4,97                |
| Куинн похищена неизвестными, и ее друзья делают всё возможное и невозможное, чтобы найти её. Тем временем, Роуэн назначает встречу Оливии и ставит её перед мучительным и жестоким выбором. |            |                                                                      |                    |                                               |                 |                     |
| 114 | 8          | «Robin» «Робин»                                                      | Дерин Окада        | Хуан Карлос Фернандес                         | 18 января 2018  | 5,17                |
| Друзья и близкие Куинн устраивают ей крайне необычные похороны. Несмотря на поглощающее её чувство вины, Оливия продолжает надежно хранить свои тёмные секреты. |            |                                                                      |                    |                                               |                 |                     |
| 115 | 9          | «Good People» «Хорошие люди»                                         | Нзинга Стюарт      | Шонда Раймс, Джесс Браунелл и Николас Нардини | 25 января 2018  | 5,19                |
| Нам становятся известны события, происходившие со времени похищения Куинн до момента рокового выстрела в подвале Роуэна. |            |                                                                      |                    |                                               |                 |                     |
| 116 | 10         | «The People v. Olivia Pope» «Народ против Оливии Поуп»               | Керри Вашингтон    | Амени Роша                                    | 1 февраля 2018  | 5,62                |
| Оливия соглашается отправиться вместе в Фицем в Вермонт, желая отдохнуть и побыть вдвоём. Однако по прибытии её ожидает неприятный сюрприз: Фиц и ближайшие друзья Оливии, наконец, узнавшие правду о случившемся с Куинн, собираются вместе, чтобы поставить ей жесткий ультиматум. Сайрус делится с Мелли своими подозрениями о том, что президент Рашад был убит Оливией и Джейком за спиной президента. |            |                                                                      |                    |                                               |                 |                     |
| 117 | 11         | «Army of One» «Армия из одного»                                      | Элисон Лидди-Браун | Остин Гузман                                  | 8 февраля 2018  | 4,63                |
| Планы Мелии назначить Джейка новым главой аппарата Белого дома встречают жестокое сопротивление со стороны Оливии. Куинн начинает беспокоиться о том, что Роуэн собирается вечно прятать её и Робин от внешнего мира. Тем временем, Эбби, Чарли и Гек берутся за дело нового клиента, которое оказывается связано с закулисной борьбой, происходящей в Белом доме. |            |                                                                      |                    |                                               |                 |                     |
| 118 | 12         | «Allow Me to Reintroduce Myself» «Позвольте мне вновь представиться» | Тони Голдуин       | Рэмла Мохаммед                                | 1 марта 2018    | 4,95                |
| После ухода из Белого дома Оливия начинает преподавать в колледже. Адвокат Аннализ Китинг, занимающаяся публичным иском, способным реформировать всю судебную систему страны, обращается к Лив за помощью: она просит помочь добиться рассмотрения её дела в Верховном суде. Однако пошатнувшееся положение Оливии в Вашингтоне делает достижение этой цели ещё более трудным, чем обычно. Примечание: Этот эпизод является первой частью кроссовера с «Как избежать наказания за убийство». Продолжение — эпизод «Лейхи против штата Пенсильвания». |            |                                                                      |                    |                                               |                 |                     |
| 119 | 13         | «Air Force Two» «Самолёт вице-президента»                            | Валери Уайсс       | Севериано Каналес                             | 8 марта 2018    | 4,67                |
| Сайрус и Дэвид отправляются в Лиссабон на саммит, посвящённый борьбе с цифровым пиратством. Когда вице-президент и все сопровождающие уже находятся в воздухе, неизвестные взламывают бортовой компьютер самолёта, разворачивают его и направляют обратно на Вашингтон. У Белого дома и команды «Куинн Перкинс и партнеры» остаётся совсем мало времени, чтобы избежать катастрофы и спасти своих друзей. |            |                                                                      |                    |                                               |                 |                     |
| 120 | 14         | «The List» «Список»                                                  | Грег Эванс         | Джесс Браунелл и Хуан Карлос Фернандес        | 15 марта 2018   | 4,74                |
| После чудесного спасения самолёта вице-президента Сайрус становится национальным героем, а Мелли обещает ему во что бы то ни стало найти и наказать виновных в угоне самолёта. Тем временем, Оливия, убеждённая в том, что истинным виновником произошедшего был сам Сайрус, ищет способ сообщить об этом своим бывшим друзьям, которые не хотят иметь с ней ничего общего. |            |                                                                      |                    |                                               |                 |                     |
| 121 | 15         | «The Noise» «Шум»                                                    | Дэрби Стэнчфилд    | Рэмла Мохаммед и Джереми Гордон               | 29 марта 2018   | 3,71                |
| Чарли обвиняют в угоне самолёта вице-президента и берут под стражу. Команда «Куинн Перкинс и партнеры» пытается сделать всё возможное, чтобы спасти Чарли, однако оказывается, что решить его судьбу может только Куинн. Сайрус манипулирует Джейком, чтобы тот присоединился к его заговору по свержению Мелли. |            |                                                                      |                    |                                               |                 |                     |
| 122 | 16         | «People Like Me» «Люди как я»                                        | Джо Мортон         | Крис Ван Дьюсен                               | 5 апреля 2018   | 3,83                |
| Оливия всеми силами пытается измениться в лучшую сторону и оставить все свои преступления в прошлом, поэтому просьба Мелли избавиться от Сайруса раз и навсегда, застаёт её врасплох. |            |                                                                      |                    |                                               |                 |                     |
| 123 | 17         | «Standing in the Sun» «Стоя на солнце»                               | Янн Тернер         | Марк Фиш и Мэтт Бирн                          | 12 апреля 2018  | 4,15                |
| Сайрус и Джейк понимают, что Оливия является реальной угрозой их плану по свержению Мелли. Чтобы избавиться от неё, они предоставляют доказательства того, что именно Оливия стоит за убийством президента Рашада. |            |                                                                      |                    |                                               |                 |                     |
| 124 | 18         | «Over a Cliff» «Вместе с обрыва»                                     | Том Верика         | Шонда Раймс                                   | 19 апреля 2018  | 5,46                |
| Разгласив тайну о существовании B613 всему миру, Оливия и её друзья оказываются под угрозой тюремного заключения. Однако их жертва может оказаться напрасной, а Сайрус и Джейк способны уйти от наказания. |            |                                                                      |                    |                                               |                 |                     |